# Clonostachys rosea
Clonostachys rosea är en svampart. Clonostachys rosea ingår i släktet Clonostachys och familjen Bionectriaceae.

## Underarter
Arten delas in i följande underarter:
- catenulata
- rosea